# Великопетровка
Великопетро́вка — село в Карталинском районе Челябинской области России. Административный центр Великопетровского сельского поселения.

## География
Село находится на берегу реки Кисинет, на расстоянии 29 км к северо-западу от города Карталы, административного центра района.

## Население
| 2002 | 2010  |
| ---- | ----- |
| 1317 | ↘1164 |

### Половой состав
По данным Всероссийской переписи, в 2010 году численность населения села составляла 1164 человека (564 мужчины и 600 женщин).

## Улицы
| - ул. Заречная, - ул. Зелёная, - ул. Лесная, | - ул. Мира, - ул. Набережная, - ул. Первомайская, | - ул. Пьянзина, - ул. Центральная, - пер. Центральный. |

## Инфраструктура
В действуют средняя школа, детский сад, детская школа искусств, участковая больница.

## Достопримечательности
В селе находится каменный храм во имя Святых Петра и Павла. Возведён и освящён в 1861 году.

## Известные уроженцы
- Пьянзин, Иван Семёнович (1919—1942) — советский военнослужащий, старший лейтенант, Герой Советского Союза.